# Arthur Ullrich (Fußballspieler)
Arthur Ullrich (* 17. Juli 1931) ist ein ehemaliger deutscher Fußballspieler. In den 1950er Jahren spielte der Stürmer für den 1. FC Schweinfurt 05 und die SpVgg Fürth in insgesamt 24 Spielen in der damals erstklassigen Oberliga Süd, blieb dabei aber ohne Torerfolg.

## Sportlicher Werdegang
Ullrich spielte für den unterfränkischen Klub 1. FC Sand, mit dem er in der seinerzeit drittklassigen 2. Amateurliga Unterfranken. Von dort wurde er 1951 vom 1. FC Schweinfurt 05 abgeworben, 1946 ein Gründungsmitglied der Oberliga Süd. Beim Erstligisten bestritt er im Verlauf der Oberliga-Spielzeit 1951/52 16 Partien, in denen er ohne Torerfolg blieb. Die Mannschaft um Spielertrainer Andreas Kupfer, den vormaligen Mannschaftskapitän der deutschen Nationalmannschaft, und Ullrichs Sturmpartner Erwin Aumeier, Karl Kupfer, Gotthard Geyer, Jakob Lotz und Herbert Fischer beendete die Spielzeit auf dem letzten Nicht-Abstiegsplatz.
Über den TSG Vohwinkel, für den Ullrich 1952/53 eine Spielzeit in der 2. Oberliga West bestritt und mit zwei Punkten Rückstand auf den vom Rheydter SV belegten zweiten Tabellenrang den Aufstieg in die Oberliga West verpasste, kam er im Juli 1953 zur SpVgg Fürth. Unter Trainer Wilhelm Hahnemann sowie dessen Nachfolger Hans Schmidt kam er in den folgenden etwas mehr als zwei Jahren jedoch nicht über den Status eines Ergänzungsspielers hinaus, lediglich acht weitere Oberliga-Partien stehen bis zu seinem Abschied im August 1955 zu Buche. Später lief er mindestens in der Spielzeit 1964/65 für den Bamberger Stadtteilverein ASV Gaustadt in der damals viertklassigen Landesliga Bayern auf, der Klub verpasste jedoch seinerzeit den Klassenerhalt.